# ガブリエル・デ・マトス
ガブリエル・デ・マトス（Gabriel de Matos、1571年 - 1634年1月9日）は、ポルトガルのイエズス会宣教師である。

## 経歴・人物
1600年（慶長5年）に来日し、長崎に所在したトードス・オス・サントス教会（跡地は現在春徳寺）内における修練院の院長補佐を務める。その後は筑前秋月（現在の福岡県朝倉市）の教会主任を務め、柳川及び博多のキリシタンの上長を経て当時イエズス会の日本管区長を務めていたヴァレンティン・カルヴァーリョの秘書となった。1613年（慶長18年）には京都の下京住院の院長を務めるが、翌1614年（慶長19年）に江戸幕府からキリシタン追放令が発令された事により長崎に戻る。
同年10月に長崎にて開催された管区会議においては、日本の近況報告及びローマへ派遣される管区代表に選出された。11月には追放された宣教師と共に日本を離れ、マカオにて活動拠点を移す。1617年には派遣先のローマに到着し、1621年には日本及び清国の巡察師ともなった。これによって再来日を志したが、マカオのコレジオにて死去した。